# Narón (parroquia)
Narón (llamada oficialmente San Xiao de Narón) es una parroquia española del municipio de Narón, en la provincia de La Coruña, Galicia.

## Entidades de población
Entidades de población que forman parte de la parroquia:
- Iglesia (A Igrexa)
- Areosa (A Areosa)
- Venta (A Venda)
- Berruga (A Verruga)
- Forxas
- Fraga (A Fraga)
- Vicás (Os Bicás)
- Pena Parda (A Pena Parda)
- Prados
- Revolta (A Revolta)
- Sequeiro
- Vilar (O Vilar)

## Demografía
| Gráfica de evolución demográfica de Narón entre 2000 y 2018 |
|                                                             |
| Datos según el nomenclátor publicado por el INE.            |